# Spettroeliografo
Lo spettroeliografo è uno strumento usato in astronomia per ottenere immagini monocromatiche del Sole, cioè a lunghezze d'onda ben precise.
È usato congiuntamente ad un telescopio o ad una torre solare, a cui è accoppiato uno spettrografo ad alta dispersione.
Lo spettrografo lascia entrare una porzione della luce del disco solare da una apposita fenditura, la scompone e la fa passare attraverso una seconda fenditura, che permette di selezionare una riga particolare. Un apparecchio fotografico registra poi l'immagine ottenuta. Lo strumento può essere movimentato per ottenere una scansione dell'intero disco solare. Le singole immagini possono poi essere composte per ricostruire un'immagine completa del sole.
Lo spettroeliografo ha permesso tra l'altro la scoperta dei flocculi, piccole regioni molto luminose della cromosfera solare.
I primi spettroeliografi furono costruiti nel 1890, indipendentemente, da George E. Hale e da Henri Deslandres.
Nel 1932 lo statunitense Robert McMath ne estese la funzionalità aggiungendo un dispositivo che poteva riprendere immagini in movimento.